# Лаготис сизый
Лаго́тис си́зый (лат. Lagótis gláuca) — травянистое растение, дальневосточно-западноамериканский аркто-альпийский вид двудольных растений, типовой вид рода Лаготис (Lagotis) семейства Подорожниковые (Plantaginaceae).

## Название
Латинское родовое название и его русская транслитерация происходят др.-греч. λαγός — заяц и др.-греч. οὖς (в род. п. ὠτός) — ухо; по сходству двураздельной чашечки цветка с ушами зайца.
Русский видовой эпитет является переводом прилагательного лат. glaucus в ж. р.— сизый, сизо-зелёный.

## Ботаническое описание
Многолетнее травянистое растение 9—30 (до 40) см высотой. Корневище косо восходящее, короткое, 1—8 см длиной и 0,3—1 см толщиной, с мочковатыми корнями, у шейки обёрнуто бурыми отмершими остатками листьев. Стебли числом 2—3, восходящие или прямые, слегка утолщенные.

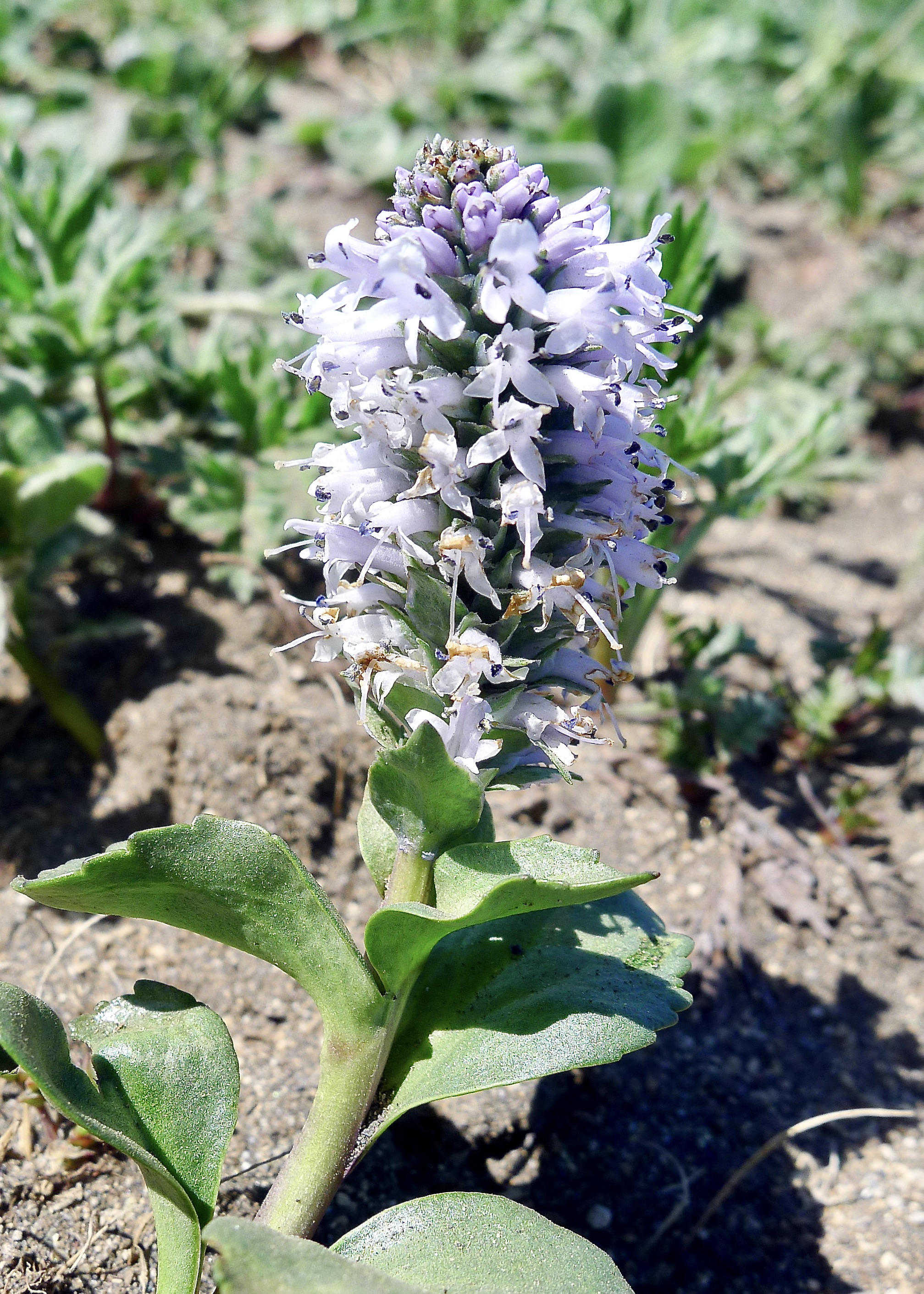
Соцветие. Камчатка.

Листья при основании стеблей до 5 см длиной, бурые, чешуйчатые. Прикорневые (базальные) листья в числе 2—3 (редко больше), на черешках почти равных пластинке, (3) 9—12 см длиной и (2) 5—10 см шириной, большей частью почти округлые или продолговато-овальные (у subsp. lanceolata — ланцетные), с коротко заостренной верхушкой, по краю обычно крупногородчатые. Стеблевые листья значительно мельче, (2) 4—5 см длиной и 2—4 см шириной, сидячие, округлые или яйцевидные.
Соцветие колосовидное, плотное, яйцевидное или цилиндрическое, 2—9 см высотой и 1,3—2,5 см в поперечнике. Прицветники голубоватые, перепончато-травянистые, нижние сходны с верхними листьями, иногда зубчатые, длиннее цветков, верхние — яйцевидные, цельнокрайные, короче цветков. Чашечка 4—5 мм длиной, трубчатая, спереди расколотая, по краю реснитчатая, немного короче прицветников. Венчик голубой, в 2—3 раза длиннее чашечки (8—15 мм); трубка воронковидная, внизу изогнутая; отгиб наполовину короче трубки; верхняя губа 2—3 мм длиной, прямоугольная, обычно неглубоко-2-лопастная или почти цельнокрайная; нижняя губа 2-раздельная, с более или менее острыми долями 2—3 мм длиной и 1—1,5 мм шириной. Тычинки числом 2 имеют синие пыльники 0,5—0,7 мм длиной и 1—1,6 мм шириной; тычиночные нити срастаются с краями верхней губы, так что пыльники кажутся сидячими на её середине, редко нити слегка отклонены от губы. Пестик с выдающимся из трубки венчика столбиком и головчатым рыльцем.
Плод — коробочка, 5—6 мм длиной и 2—5 мм шириной.
Цветёт в июле — августе, плодоносит в августе — сентябре.
Число хромосом: 2n = 22.

## Ареал
Распространён в Арктике и высокогорьях умеренной зоны Северной Пацифики.
Дальний Восток России: Охотское побережье, Чукотка, Камчатка, Командоры, Северный Сахалин (?), Курилы.
Общее распространение: Япония, Северная Америка (Алеутские о-ва, Аляска и прилегающие к ней острова, Юкон).

## Экология
Произрастает на нивальных лужайках, в каменистой горной тундре, на щебнисто-глинистых осыпях, глинистых склонах, каменистых морских террасах, мокрых лугах, луговинах, у ключей и ручьев, по долинам рек.

## Хозяйственное значение
Декоративное, рекомендуется для оформления горных садов и альпийских горок.
Малоприменяемое пищевое растение. Традиционное растительное сырье коренных народов Севера. Листья и побеги — весенняя салатная зелень. Заготавливается впрок в сухом и квашеном виде. 
Лекарственное растение в традиционной тибетской медицине; сырьем служат надземные части.

## Классификация

### Таксономия
Lagotis glauca Gaertn., 1770, Novi Comment. Acad. Sci. Imp. Petrop. 14(1): 533.
Вид лаготис сизый относится к роду Лаготис (Lagotis) из серии Lagotis, секции Lagotis, трибы Veroniceae семейства Подорожниковые (Plantaginaceae) порядка Ясноткоцветные (Lamiales).
Кладограмма в соответствии с Системой APG IV:|  |                          |  |                                   |                                   |                          |  | еще 23 семейства | еще 23 семейства |                   |  |  |  | ещё 31 подтвержденный вид и 3 вида, ожидающих подтверждения |
|  |                          |  |                                   |                                   |                          |  | еще 23 семейства | еще 23 семейства |                   |  |  |  | ещё 31 подтвержденный вид и 3 вида, ожидающих подтверждения |
|  |                          |  |                                   | порядок Ясноткоцветные            |                          |  |                  |                  | род Лаготис       |  |  |  |                                                             |
|  |                          |  |                                   | порядок Ясноткоцветные            |                          |  |                  |                  | род Лаготис       |  |  |  |                                                             |
|  | клада Цветковые растения |  |                                   |                                   | семейство Подорожниковые |  |                  |                  | вид Лаготис сизый |  |  |  |                                                             |
|  | клада Цветковые растения |  |                                   |                                   | семейство Подорожниковые |  |                  |                  |                   |  |  |  |                                                             |
|  |                          |  | ещё 63 порядка цветковых растений | ещё 63 порядка цветковых растений |                          |  |                  | еще 106 родов    | еще 106 родов     |  |  |  |                                                             |
|  |                          |  |                                   | ещё 63 порядка цветковых растений |                          |  |                  |                  | еще 106 родов     |  |  |  |                                                             |

### Синонимы

#### Гомотипные
- Rhinanthus glauca (Gaertn.) Poir., 1811

### Внутривидовые таксоны
- Rhinanthus glauca subsp. glauca
- Rhinanthus glauca subsp. lanceolata (Hultén) D.F.Murray & Elven, 2010
- Rhinanthus glauca subsp. minor (Willd.) Hultén, 1967 publ. 1968